# خطوط هملايا الجوية
خطوط هملايا الجوية (بالنيبالية: हिमालय एअरलाइन्स्)‏، هي شركة طيران نيبالية تعمل من مطار تريبهوفان الدولي في كاتماندو، نيبال. تأسست خطوط هملايا الجوية في عام 2014 كمشروع مشترك بين مجموعة يتي العالمية للاستثمار وطيران التبت. أطلقت عملياتها في مايو 2016 بطائرة واحدة من |طراز إيرباص إيه 320. اعتبارًا من يناير 2022، كانت الشركة تشغل رحلات إلى ثماني وجهات.

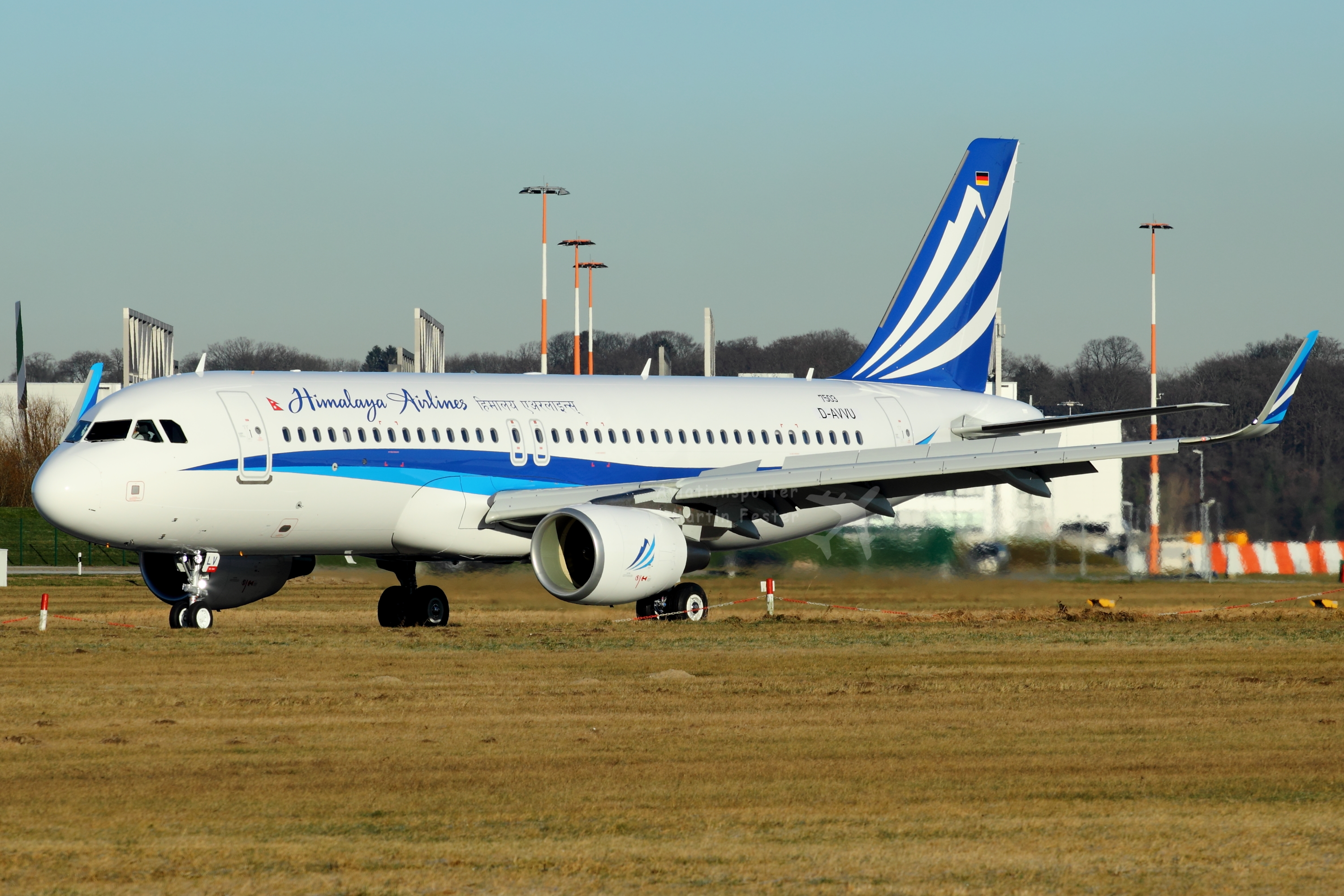
طائرة من طراز إيرباص A320 من شركة هملايا بكسوة الالوان القديمة في مطار فينكينفيردر في ألمانيا

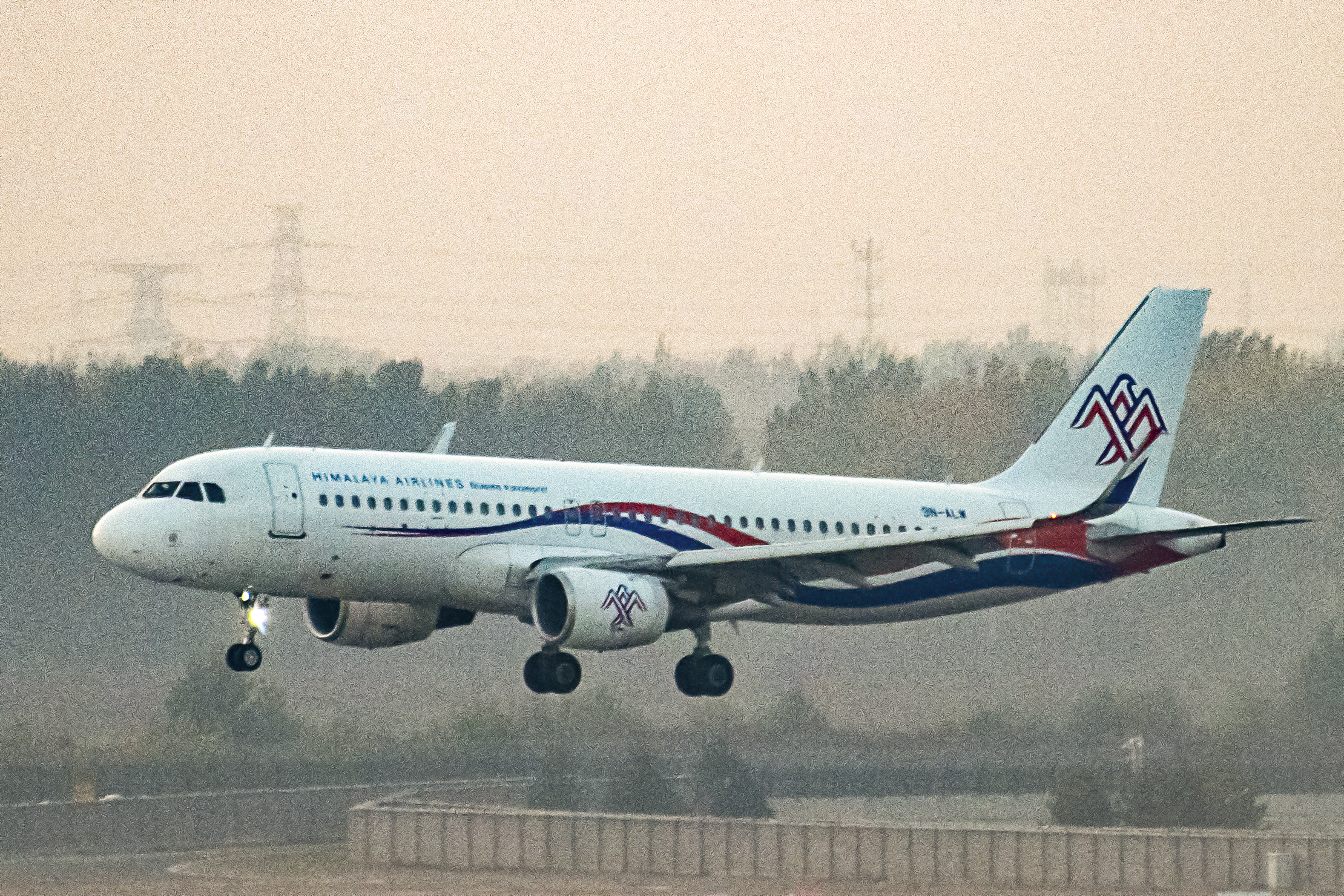
طائرة من طراز إيرباص A320 من شركة هملايا بكسوة الالوان الجديد في اقترابها النهائي من رحلة بكين-داشينغ.

## تاريخ
خطوط هملايا الجوية هي المحاولة الثانية لمجموعة خطوط يتي الجوية لإطلاق شركة طيران دولية مقرها في نيبال، بعد انهيار فلاي يتي في عام 2008. وهي أيضًا ثاني شركة طيران صينية نيبالية بعد خطوط فلاي دراغون.
بدءًا، طيران التبت وصندوق هملايا للبنية التحتية حصصًا في شركة الطيران جنبًا إلى جنب مع يتي وورلد للاستثمار، إحدى الشركات التابعة لمجموعة خطوط يتي الجوية.
من أجل الحصول على شهادة المشغل الجوي، استأجرت خطوط هملايا الجوية طائرات من خطوط يتي الجوية وأجرت أولى رحلاتها التجريبية في فبراير 2015. تم تأجيل خطط الإطلاق بسبب زلزال نيبال في أبريل 2015. أدخلت شركة الطيران أولى طائراتها، وهي إيرباص إيه 320، في 9 مارس 2016. بدأت خطوط هملايا الجوية عملياتها في 31 مايو 2016، برحلات بين كاتماندو والدوحة. بدأت الرحلات من كاتماندو إلى كولومبو في أكتوبر، إيذانا باستئناف الرحلات المجدولة بين نيبال وسريلانكا بعد 28 عامًا ولكن تم تعليق الرحلات قريبًا.
في عام 2016، عملت خطوط هملايا الجوية كطائرة حكومية لنيبال، عندما استخدم رئيس الوزراء خادجا براساد أولي خدمات هملايا في زيارته الافتتاحية للصين. كانت هذه هي المرة الأولى التي لا يستخدم فيها رئيس الحكومة النيبالية شركة طيران مملوكة للدولة؛ نتيجة احتجاج عام.
ركزت شركة الطيران في البداية على الطرق غير التقليدية؛ مثل يانغون وميانمار وكولمبو وسريلانكا على عكس الوجهات في الشرق الأوسط المطلوبة بشدة ولكن تم إنهاؤها بسرعة. بعد كل شيء، انتهى المطاف بهملايا في الدمام بالمملكة العربية السعودية وكذلك أبو ظبي ودبي في الإمارات العربية المتحدة. في الأشهر التي سبقت زيارة نيبال 2020، ركزت هملايا على السوق في الصين، حيث احتل الصينيون المرتبة الثانية بين أكبر عدد من المسافرين إلى نيبال. في أكتوبر 2019، أطلقت خطوط هملايا الجوية خدمة مباشرة إلى مطار بكين الدولي الذي تم تشييده حديثًا، مما يجعلها شركة الطيران الوحيدة في نيبال التي تربط عاصمتي نيبال والصين.
خلال وباء كوفيد-19 في نيبال، نفذت شركة خطوط هملايا الجوية رحلات طيران مستأجرة للإنقاذ والإخلاء بينما تم إيقاف جميع رحلاتها المجدولة اعتبارًا من مارس 2020.

## شؤون الشركات
في وقت إنشائها، امتلكت شركة تيبت إيرلاينز حصة 49 ٪ في خطوط هملايا الجوية، بينما امتلكت يتي وورلد للاستثمار (إحدى الشركات التابعة لمجموعة خطوط يتي الجوية) النسبة المتبقية البالغة 51 ٪. كان Zhao Guo Qiang أول رئيس لشركة طيران بينما شغل Ang Tshering Sherpa منصب رئيس مجلس الإدارة حتى وفاته في عام 2019.
في سبتمبر 2019، خضعت خطوط هملايا لإعادة هيكلة الملكية، والتي تم من أجلها نقل أسهم شركة تيبت إيرلاينز إلى «شركة التبت  لتطوير واستثمار الطيران المدني». بعد ذلك، تم تغيير الشعار والكسوة. تم تغيير مزيج اللون الأزرق والأزرق الداكن وكذلك الأبيض من الزخرفة والشعار بمزيج من اللون البرتقالي والأزرق. رغم ذلك، احتفظ جسم الطائرة بلونه الأبيض. يشغل Zhou Enyong حاليًا منصب رئيس خطوط هملايا الجوية.
يقع المقر الرئيسي لشركة الطيران في قايريدارا، كاتماندو.

## الوجهات
تخدم خطوط هملايا الجوية الوجهات التالية اعتبارًا من 13 يناير 2022:
| دولة                     | مدينة       | اتحاد النقل الجوي الدولي | منظمة الطيران المدني الدولي | مطار                             | ملاحظات        | الحكام        |
| ------------------------ | ----------- | ------------------------ | --------------------------- | -------------------------------- | -------------- | ------------- |
| بنغلاديش                 | دكا         | DAC                      | VGHS                        | مطار شاه جلال الدولي             |                | [ 21 ]        |
| الصين                    | بكين        | PKX                      | ZBAD                        | مطار بكين داشينغ الدولي          | منتهية         | [ 22 ]        |
| الصين                    | تشانغشا     | CHX                      | ZGHA                        | مطار تشانغشا هوانغوا الدولي      | منتهية         | [ 23 ]        |
| الصين                    | تشونغتشينغ  | CKG                      | زوك                         | مطار تشونغتشينغ جيانغبى الدولي   | منتهية         | [ 24 ] [ 25 ] |
| الصين                    | قوييانغ     | KWE                      | زوجي                        | مطار قوييانغ لونغ دونغباو الدولي | منتهية         | [ 23 ]        |
| الصين                    | شنتشن       | SZX                      | ZGSZ                        | مطار شينزين باوان الدولي         | منتهية         | [ 26 ]        |
| ماليزيا                  | كوالا لمبور | KUL                      | WMKK                        | مطار كوالالمبور الدولي           |                |               |
| ميانمار                  | يانغون      | RGN                      | VYYY                        | مطار يانغون الدولي               | منتهية         | [ 27 ]        |
| نيبال                    | كاتماندو    | KTM                      | VNKT                        | مطار تريبهوفان الدولي            | محور خطوط جوية |               |
| دولة قطر                 | الدوحة      | DOH                      | OTHH                        | مطار حمد الدولي                  |                |               |
| المملكة العربية السعودية | الدمام      | DMM                      | OEDF                        | مطار الملك فهد الدولي            |                | [ 28 ]        |
| المملكة العربية السعودية | الرياض      | RUH                      | OEDF                        | مطار الملك خالد الدولي           |                | [ 29 ]        |
| سيريلانكا                | كولومبو     | CMB                      | VCBI                        | مطار باندارانايكا الدولي         | منتهية         | [ 30 ]        |
| الإمارات العربية المتحدة | أبو ظبي     | AUH                      | OMAA                        | مطار أبو ظبي الدولي              |                | [ 31 ]        |
| الإمارات العربية المتحدة | دبي         | DWC                      | OMDW                        | مطار آل مكتوم الدولي             | منتهية         | [ 32 ]        |
| الإمارات العربية المتحدة | دبي         | DXB                      | OMDB                        | مطار دبي الدولي                  |                | [ 23 ]        |

## الأسطول

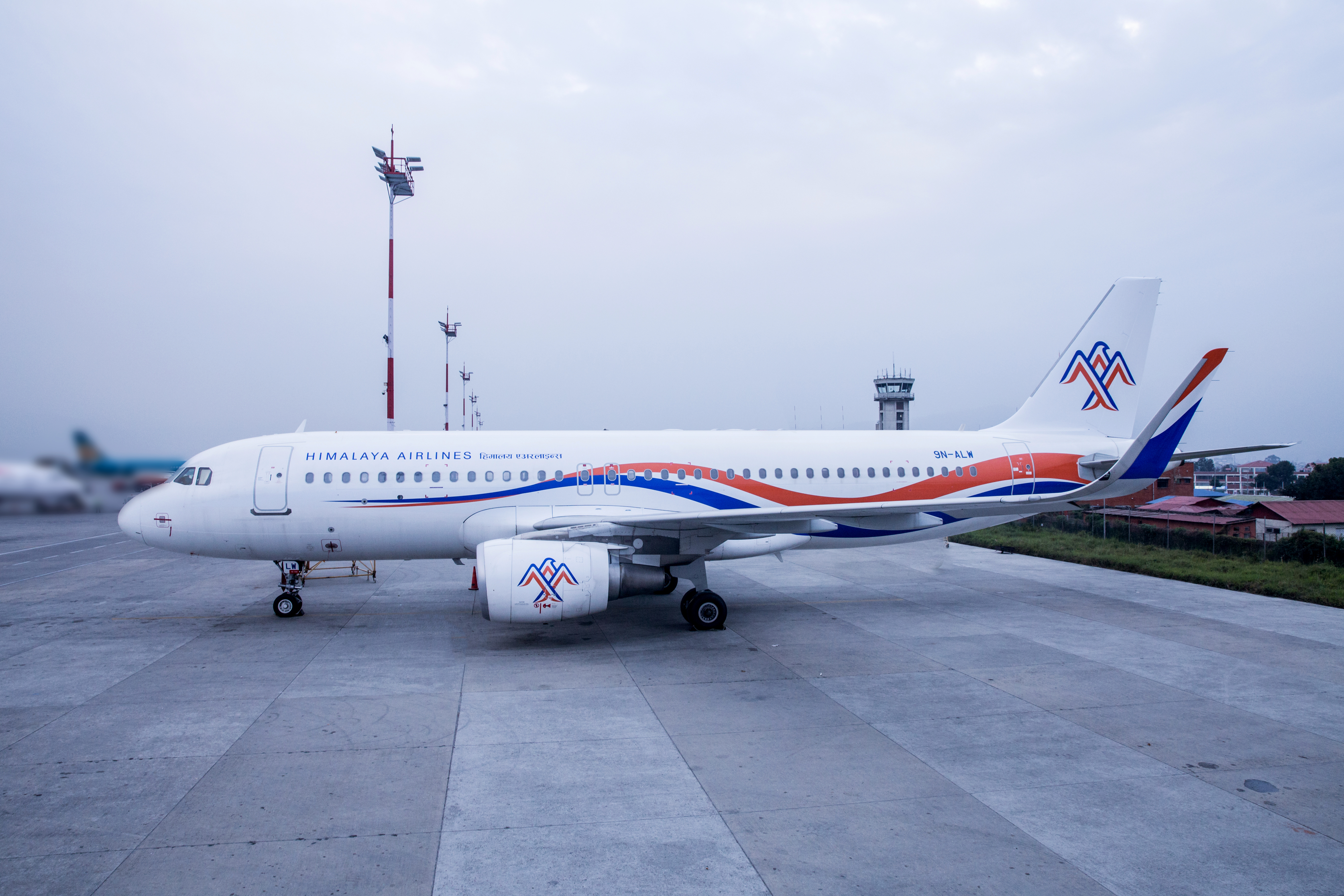
إحدى طائرات هملايا إيرباص A320 في مطار تريبهوفان الدولي

تشغل خطوط هملايا الجوية الطائرات التالية اعتبارًا من 2 مارس 2020:
| الطائرة        | في الخدمة | طلبيات | عدد الركاب | عدد الركاب | عدد الركاب | ملاحظات |
| الطائرة        | في الخدمة | طلبيات | P          | Y          | المجموع    | ملاحظات |
| -------------- | --------- | ------ | ---------- | ---------- | ---------- | ------- |
| إيرباص إيه 319 | 1         | 2      | 8          | 120        | 128        | [ 35 ]  |
| إيرباص إيه 320 | 3         | —      |            | 180        | 180        |         |
| المجموع        | 4         | 2      |            |            |            |         |

## خدمات

### الدرجة السياحية
في الدرجة السياحية على متن خطوط هملايا الجوية، تبلغ مساحة المقاعد 17.5 بوصة (440 مـم) بعرض 30 بوصة (760 مـم) درجة المقعد.

## روابط خارجية
- الموقع الرسمي

قالب:Airlines of Nepal